# Parafia św. Jadwigi w Grodzisku Wielkopolskim
Parafia Świętej Jadwigi w Grodzisku Wielkopolskim – parafia rzymskokatolicka należąca do dekanatu grodziskiego archidiecezji poznańskiej. Została utworzona w XII wieku. Jest najstarszą parafią w mieście. Kościół parafialny został wybudowany w 1640 w stylu manierystyczno-barokowym. Mieści się przy ulicy Kościelnej.

## Proboszczowie od 1853 roku do dziś
wykaz proboszczów parafii Świętej Jadwigi Śląskiej
| lata urzędowania | Imię i Nazwisko       | uwagi                                                      |
| ---------------- | --------------------- | ---------------------------------------------------------- |
| 1853-1872        | Aleksy Prusinowski    |                                                            |
| 1876-1886        | Marcin Gutzmer        | narzucony przez władze pruskie                             |
| 1888–1912        | Antoni Alejski        |                                                            |
| 1913–1925        | Tadeusz Styczyński    |                                                            |
| 1926–1939/40     | Stefan Kruszka        |                                                            |
| 1941–1978        | Czesław Tuszyński     |                                                            |
| 1978–1991        | Radzisław Nowicki     |                                                            |
| 1991–1996        | Henryk Nowak          |                                                            |
| 1996–1999        | Jan Szczepaniak       |                                                            |
| 1999–2003        | Jerzy Przybylski      |                                                            |
| 2003–2011        | Jacek Markowski       |                                                            |
| 2011–2017        | Marek Sobkowiak       |                                                            |
| 2017–2021        | Roman Gajewski        |                                                            |
| 2021–2024        | Dariusz Dąbrowski COr | pierwszy proboszcz z Kongregacji Oratorium św. Filipa Neri |
| 2024–nadal       | Paweł Cyz COr         |                                                            |

## Świątynie
- Kościół św. Jadwigi – potocznie zwany farą
- Kościół Najświętszego Imienia Jezus i Niepokalanego Poczęcia Najświętszej Maryi Panny – potocznie zwany klasztorem
- Kościół Świętego Ducha – kościół drewniany